# Štefan Danko
Štefan Danko (1947-2021) fue un deportista checo que compitió en atletismo adaptado. Ganó una medalla de oro en los Juegos Paralímpicos de Atlanta 1996 en la prueba de lanzamiento de jabalina (clase F55).

## Palmarés internacional
| Juegos Paralímpicos | Juegos Paralímpicos      | Juegos Paralímpicos | Juegos Paralímpicos |
| Año                 | Lugar                    | Medalla             | Prueba              |
| ------------------- | ------------------------ | ------------------- | ------------------- |
| 1996                | Atlanta (Estados Unidos) | Medalla de oro      | Jabalina F55        |